# Laura Grøn
Laura Grøn (født 26. oktober 2000) er en kvindelig dansk fodboldspiller, der spiller angriber for AaB i Gjensidige Kvindeligaen.
Hun er tvillingesøster og holdkammerat i AaB, med Line Grøn.